# Leeds
|  | Per a altres significats, vegeu «Leeds (desambiguació)». |

Leeds (pronunciat /liːdz/) és un municipi del Regne Unit del comtat de Yorkshire, al nord d'Anglaterra. El terme és un districte metropolità anomenat City of Leeds que inclou, a més de la ciutat de Leeds, les ciutats de Wetherby i Otley. El seu riu és l'Aire.
Leeds és la subdivisió més gran de la zona urbanitzada de West Yorkshire (West Yorkshire Built-Up Area) (classificació censal del 2011) i la regió més poblada de la regió de Yorkshire i Humber. West Yorkshire BUA és la quarta àrea urbana més poblada del Regne Unit amb una població reportada d'1,8 milions el 2013. El districte metropolità governat des de la ciutat tenia 793.139 habitants, el segon districte més poblat d'Anglaterra.

## Geografia
La ciutat de Leeds es troba a 272 km al nord de Londres, als contraforts orientals de la serralada Penina, a les vores de l'Aire. L'altitud de la ciutat es troba entre els 10 m, a la vall, i els 340 m. El districte metropolità s'estén 24 km d'est a oest i 21 km de nord a sud, el que el converteix en el segon més gran d'Anglaterra (després de Doncaster).
El nucli urbà, essencialment urbà, es troba dins de la circumval·lació, formada aquesta última per diverses vies. Més enllà hi ha molts suburbis i zones més rurals.

### Clima
Leeds té un clima de tipus oceànic (cfb segons la classificació de Köppen), influenciat pels Penins. Els estius són generalment suaus, amb pluges moderades, mentre que els hiverns són de frescos a freds, amb poca insolació, amb neu ocasional. L'estació meteorològica oficial es troba a Bingley, a uns vint quilòmetres del centre de la ciutat.
Juliol és el mes més calorós amb una temperatura mitjana de 16 °C, gener és el mes més fred amb una temperatura mitjana de 3 °C. L'interval de temperatures és relativament baix i les temperatures extremes són força rares.
El massís dels Penins bloqueja en part les depressions procedents de l'Atlàntic, Leeds és així una de les ciutats més seques del Regne Unit.

### Cinturó verd

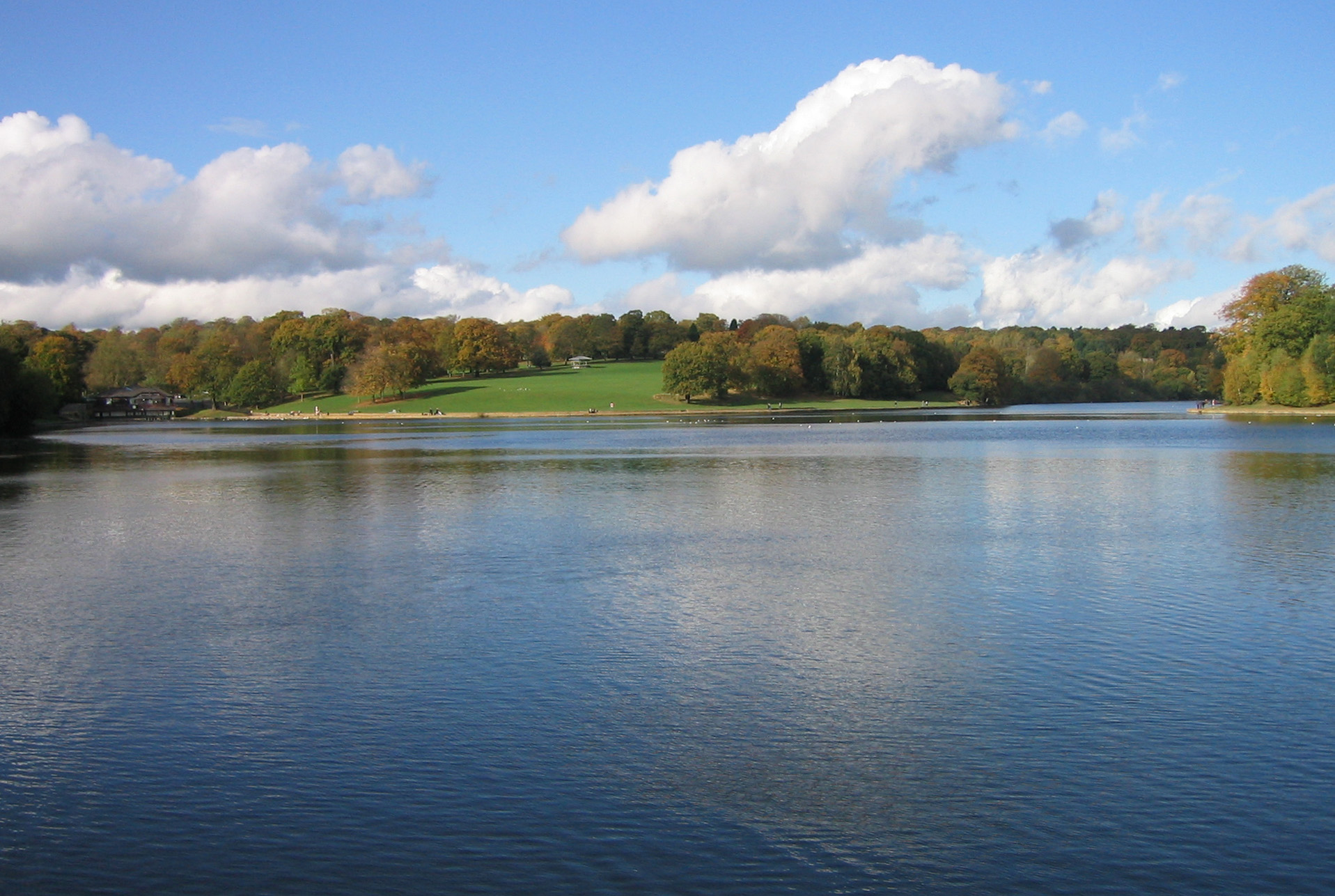
Parc Roundhay.

Leeds forma part del cinturó verd del Yorkshire, un concepte llançat el 1960 que pretén aturar l'expansió urbana. Es conserva, doncs, el camp dels afores, i es reutilitzen els erms industrials. Això també ajuda a fomentar la creació i preservació d'àrees recreatives, com Roundhay Park, Lake Waterloo o el camp de golf Temple Newsam Park.

## Història

### Toponímia
El nom deriva de la paraula celta antiga Ladenses o Loidis que significa "gent del riu ràpid", en referència al riu Aire que travessa la ciutat Originàriament, aquest nom es referia a la zona forestal que cobreix la major part del Regne d'Elmet, que existia des segle v fins a principis del segle vii.

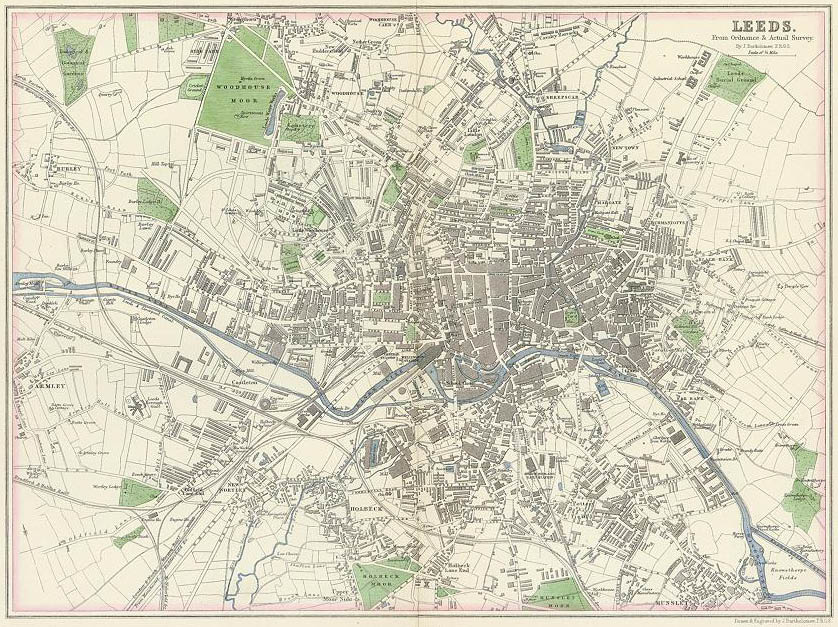
Mapa de Leeds del 1866

Fou esmentada com a Ledes al Domesday Book del 1086, el nom passà a Leedes i per fi Leeds.
Beda afirma en el catorzè capítol de la seva Història eclesiàstica del poble anglès, durant una discussió en una església erigida per Edwin de Northúmbria, que es troba a la "regione quae vocatur Loidis" (del llatí, "la regió anomenada Loidis"). Un resident de Leeds és conegut localment com Loiner, una paraula d'origen incert. També s'utilitza el terme Leodisien, del nom llatí de la ciutat.

Leeds va començar sent una vila amb mercat agrícola a l'edat mitjana i rebé la primera carta de privilegis el 1207. A l'època Tudor Leeds era principalment una vila mercadera, que produïa teixits de llana i negociava amb Europa a través del delta de l'Humber i el port de Kingston upon Hull. La població cresqué dels 10.000 al final del segle xvii als 30.000 habitants al final del segle xviii. Va haver un moment en què, gairebé la meitat de les exportacions angleses passaven per Leeds. La revolució industrial havia produït un creixement radical i la població atenyia més de 150.000 habitants el 1840. La pujada econòmica de la ciutat fou engegada per la construcció d'una xarxa navegable del riu Aire que enllaçava mitjançant el canal Aire & Calder Navigation el 1699, amb el canal de Leeds i Liverpool el 1816. El ferrocarril va arribar a Leeds el 1848.
El 1893 Leeds va rebre la categoria de ciutat. Les indústries desenvolupades a la revolució industrial inclogueren el fer, maquinària per a refinar la llana, eines mecanitzades, motors de vapor a més de les indústries basades en els teixits, químiques, cuir i ceràmica. També s'extreia carbó a l'engròs. El Middleton Railway, la primera xarxa ferroviària comercial al món, aportava el carbó de les mines de Middleton. El primer semàfor totalment automàtic fou erigit a la cruïlla entre Park Row i Bond Street el 1928.
Al segle xx començaren a aparèixer institucions acadèmiques de pes, la Universitat de Leeds, la Universitat Metropolitana de Leeds i Leeds Trinity & All Saints. També fou època d'avenços mèdics, tal com l'hospital Leeds General Infirmary i St James's University Hospital. Després de la Segona Guerra Mundial va començar l'ocàs de les indústries secundàries. El 1951, la meitat de la població activa encara era a les manufactures; el 1971 n'hi eren un terç. Leeds perdé un terç dels seus treballs industrials entre el 1971 i el 1981. El 1991, 64.000 persones treballaven a les fàbriques. El 2003, 2.103 empreses oferien 44.500 treballs manufacturers (el 10% del total de l'ocupació). Subsisteixen unes grans indústries d'enginyeria que fan: equipament mèdic, tubs i vàlvules per a petroli, bombes, peces metàl·liques, aliatges de coure, motors i radiadors.
Avui dia Leeds és coneguda com una de les vuit ciutats principals, les que actuen com a focus en les seues respectives regions la ciutat més important de l'oest de Yorkshire, i la més important de Yorkshire.

## Industria i economia

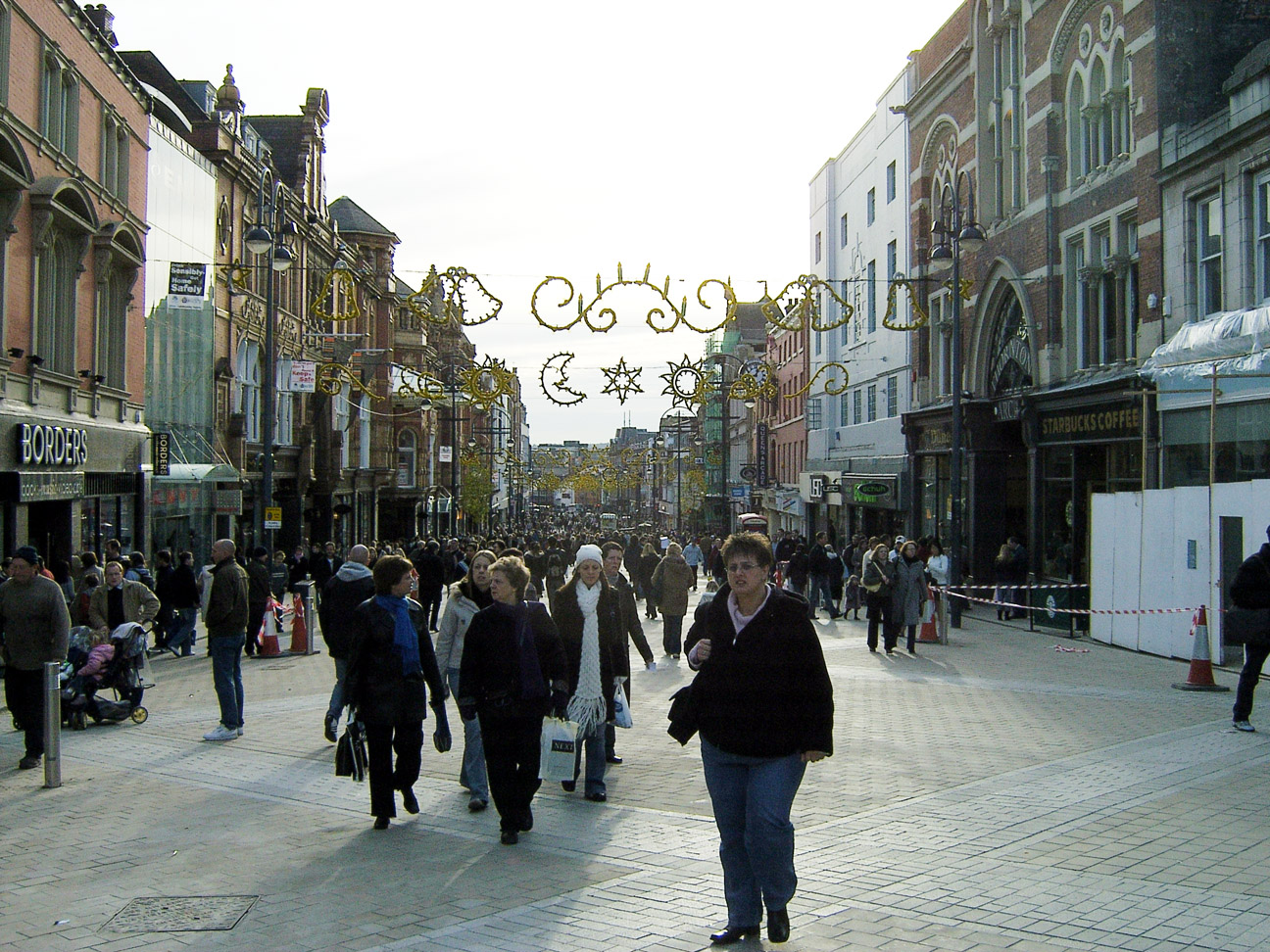
Briggate, Leeds.

El 2003 l'agència Omis Research va escollir aquesta ciutat com a millor ciutat britànica per fer negocis, però caigué al 3r lloc, rere Manchester i Glasgow el 2005. És considerada com la ciutat que més creix al Regne Unit. Té una economia diversa. El sector de serveis és el més important. Leeds és el 2n centre financer a Anglaterra, després de Londres. La pujança de l'economia es comprova en la xifra baixa d'atur; tanmateix, malgrat el creixement dels darrers anys, grans parts de Leeds romanen pobres, especialment el sud i l'est, típic per altra banda de gairebé totes les grans ciutats del nord d'Anglaterra.

## Transport

### Ferrocarril

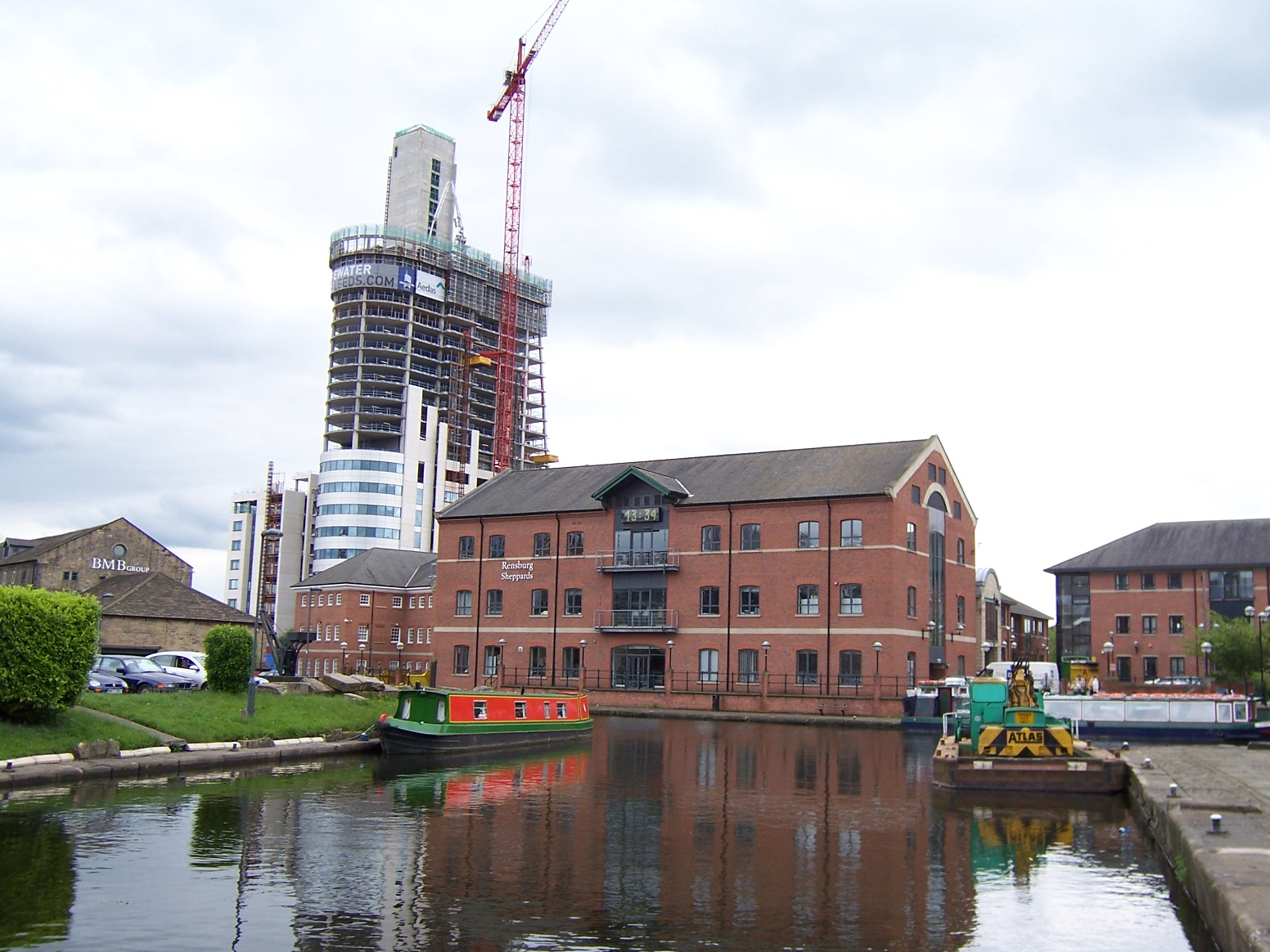
Bridgewater Place des del canal

La xarxa ferroviària és molt important. L'estació de Leeds és una de les més concorregudes al Regne Unit, amb més de 900 trens i 50.000 passatgers cada dia. Hi ha trens cap a Londres, Southampton i el sud, Birmingham i el centre, Bristol i l'oest, Newcastle, Edimburg i el nord-est, Manchester i Liverpool i el nord-oest, a més de destinacions locals i regionals.

### Projecte de tramvia
Als anys 1990 i 2000 la ciutat tenia un projecte per fer una xarxa tramviària, el Supertram. El govern central va decidir de derogar el projecte a causa del seu alt cost.

### Carreteres
Leeds és el focus de les carreteres A58, A61, A62, A63, A64 i A65. Al centre urbà és prohibit el pas als cotxes, i té una carretera en forma d'anell voltant-ho per on circula el gruix del trànsit. La ciutat comparteix un aeroport internacional amb la seva ciutat germana, Bradford. Leeds és, però, una de les ciutats europees més dependents dels cotxes, amb una congestió de trànsit tan severa que està frenant l'economia local. Els nivells de contaminació de l'aire van ser considerats il·legals.

### Bus i Autocar
El 30 de gener del 2006 començà un servei d'autobús gratuït (el FreeCityBus), en una ruta circular pel centre.
L'estació d'autocars i autobusos és a prop del mercat, al sud de la ciutat. Les principals línies urbanes són cedides a les empreses FirstBus i Arriva.

### Aeroport
L'aeroport és a prop de Yeadon, entre les grans ciutats de Leeds i Bradford.

## Art
Leeds va produir molts artistes i escultors notables, com Kenneth Armitage, John Atkinson Grimshaw, Jacob Kramer, Barbara Hepworth, Henry Moore, Edward Wadsworth i Joash Woodrow, i va ser el centre d'una varietat particularment radical de l'art britànic. Abans de la Primera Guerra Mundial, Leeds va ser la seu d'una organització artística modernista inusual, anomenada Leeds Arts Club, fundada per Alfred Orage, que va durar de 1903 a 1923. Els membres notables van ser Jacob Kramer, Herbert Read, Frank Rutter i Michael Sadler. A més de defensar una agenda política radical, donar suport a les sufragistes, al Partit Laborista Independent i a la Societat Fabiana, i a promoure la filosofia de Friedrich Nietzsche, el Leeds Arts Club va ser gairebé únic a Gran Bretanya per ser un exponent de les idees expressionistes alemanyes sobre l'art i cultura. Com a resultat, va organitzar les primeres exposicions britàniques d'artistes expressionistes europeus, com Vassili Kandinski, mostrant el seu treball a la ciutat ja el 1913, i va produir els seus propis artistes expressionistes anglesos, com Jacob Kramer i Bruce Turner.
A la dècada de 1920, el Leeds College of Art va ser el punt de partida de les carreres dels escultors Barbara Hepworth i Henry Moore, i als anys 50 i 60 va ser un dels principals centres d'educació artística radical a Gran Bretanya sota la direcció d'artistes com ara Harry Thubron i Tom Hudson, i l'historiador de l'art Norbert Lynton. Els seus intents de redefinir què hauria de significar l'educació artística en el període posterior a la Segona Guerra Mundial van portar l'artista Patrick Heron a afirmar el 1971 al diari The Guardian que "Leeds és l'escola d'art més influent d'Europa des de la Bauhaus ". Aquesta voluntat d'impulsar els límits del comportament públic acceptable dels artistes també va ser evident el 1966, quan el Leeds College of Art va organitzar una exposició de pintures de l'artista xipriota Stass Paraskos, que va ensenyar a la universitat, que va ser asaltada per la policia després de les acusacions de obscenitat.
Aquest radicalisme va continuar fins a la dècada de 1970 quan la branca d'educació superior del Leeds College of Art es va separar de la universitat per formar el nucli de la nova politècnica multidisciplinària de Leeds, ara anomenada Leeds Beckett University. L'art escènic s'havia ensenyat anteriorment a Leeds College of Art, sobretot per l'artista Fluxus Robin Page durant la seva etapa com a tutor allà a mitjans dels anys seixanta, però el 1977 una obra d'art escènic va arribar als titulars de notícies nacionals quan els estudiants Pete Parkin i Derek Wain va utilitzar una pistola d'aire comú per disparar a una fila de periquitos vius davant d'un públic a la Politècnica de Leeds.
La Universitat de Leeds va ser l’alma mater d’Herbert Read, un dels principals teòrics internacionals de l'art modern de mitjans del segle xx, i també la base d'ensenyament de l'historiador de l'art marxista Arnold Hauser de 1951 a 1985 En part a causa de la connexió d'Herbert Read amb la universitat, de 1950 a 1970 la universitat va ser l'amfitrió d'un dels primers plans d’artista en residència a Gran Bretanya, utilitzant el finançament del llavors propietari dels llibres de Lund Humphries, Peter Gregory. Les beques Gregory, com es coneixien les residències, es van donar a pintors i escultors durant un màxim de dos anys per permetre'ls desenvolupar la seva pròpia obra i influir en la universitat de la manera que creguessin convenient. Entre els titulars de les beques hi havia Kenneth Armitage, Reg Butler, Dennis Creffield i Terry Frost i altres. En paral·lel als Gregory Fellowships també n'existien en música i poesia a la universitat.
Leeds també va ser un centre d'art feminista radical, amb una de les primeres galeries de Gran Bretanya dedicades a mostrar el treball de dones fotògrafes, la Pavilion Gallery, inaugurada a la ciutat el 1983, i l'Escola de Belles Arts de la Universitat de Leeds va ser un conegut centre per al desenvolupament de la història de l'art feminista, sota la direcció de Griselda Pollock, durant les dècades de 1980 i 1990. Possiblement com a conseqüència de la força de l'art feminista a Leeds, el novembre de 1984 una exposició de ceràmica d'estudiants i personal del Politècnic de Leeds va ser atacada per un grup d'activistes feministes que van destruir vuit escultures exposades que consideraven degradants per a les dones. L'Escola de Belles Arts de la Universitat de Leeds també es va especialitzar en la pràctica de l'art conceptual d'Art & Language, sota Terry Atkinson, de nou als anys 80 i 90.
Un important centre d'investigació i galeria d'escultura, el Henry Moore Institute, es troba al costat de la Galeria d'Art de Leeds al centre de la ciutat, i el 2013 es va obrir un nou centre d'art contemporani, anomenat The Tetley, al lloc de l'antiga Tetley Brewery al sud del centre de la ciutat.
El març de 2017, The Times va votar Leeds com el lloc cultural número u per viure a Gran Bretanya. Això va per davant de Londres, Birmingham, Saint Ives, Stratford-upon-Avon i Cheltenham. La cita assenyala que Leeds té l'Òpera North, el Northern Ballet i el Leeds Playhouse, entre moltes altres atraccions que la van situar com a número u.

## Fills il·lustres
- Sydney Jones (1869-1946) compositor d'operetes.
- Haddock (família), nissaga de músics del segle xix, natural d'aquesta ciutat, fundadors del Leeds College of Music.
- Nevill Francis Mott (1905-1996) físic, premi Nobel de Física de l'any 1977.